# ボリートミスト

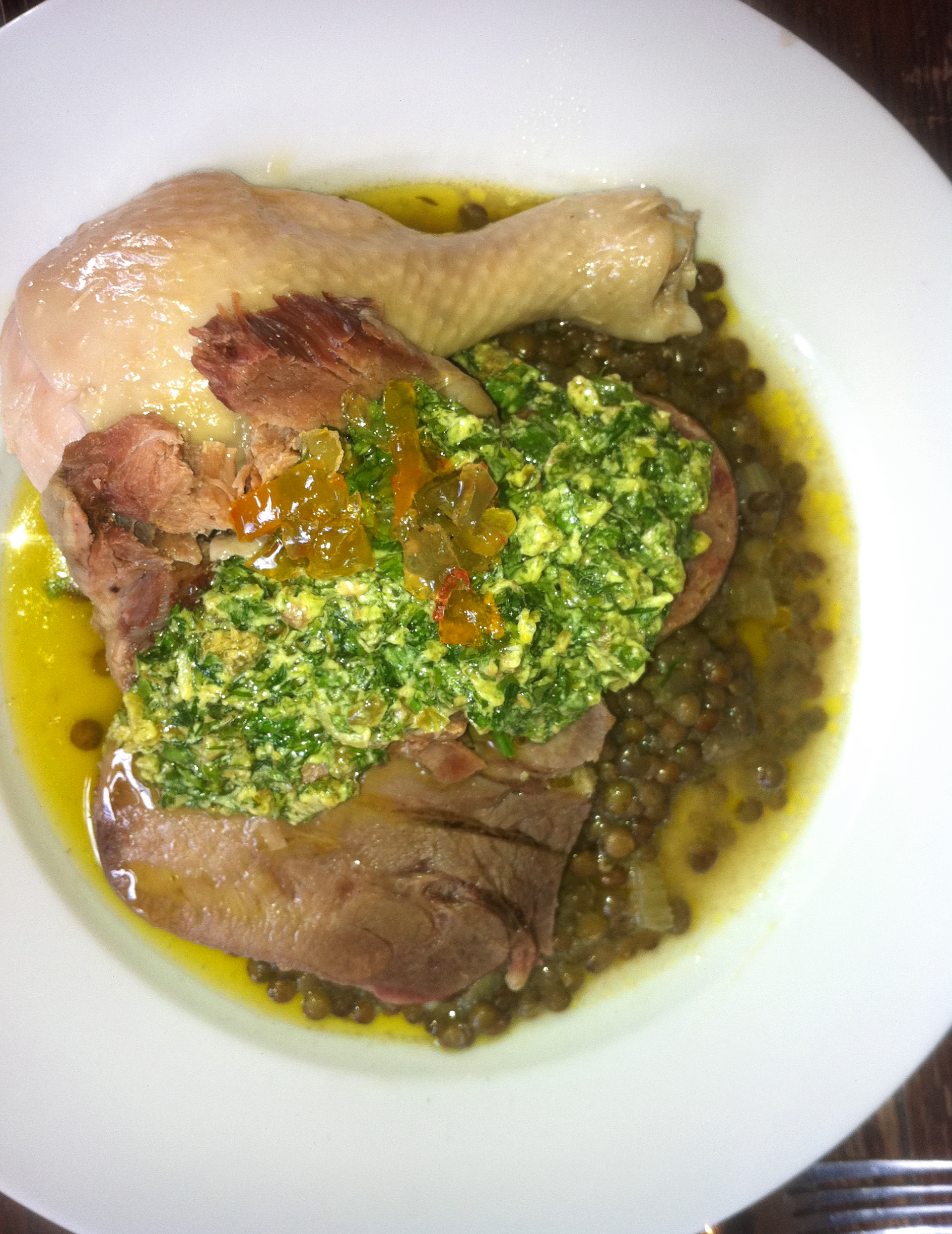
ボリートミストの例

ボリートミスト（イタリア語: Bollito misto）はイタリア・ピエモンテ州を発祥とする郷土料理。ロンバルディア州、ヴェネト州、フリウリ＝ヴェネツィア・ジュリア州など、イタリア北部地方それぞれに郷土料理として広まっており、各地方ごとのバリエーションも豊富である。
「ボリート」は「茹でる」の意で、「ミスト」は「ミックス」「盛り合わせ」の意。直訳すると、「いろんなものを合わせ茹でた」の意となる。日本では「イタリアのおでん」、「イタリア風おでん」、「イタリア風肉おでん」と紹介されることもある。
モンフェッラート地区でよく食べられており、いろいろな肉のいろいろな部位を鍋に入れて煮込んだ料理である。また、サルサ・ヴェルデ（イタリアンパセリなどから作る緑色のソース）は、この料理に欠かせないものである。
牛肩肉、牛テールといった味が出やすい部分が一般的には用いられるが、肉がパサつきやすい、部位が大きいといった理由でレストランで提供されるボリートミストには使用されないことも多い。